# 吉野 (大阪市)
吉野（よしの）は、大阪府大阪市福島区にある町名。現行行政地名は吉野一丁目から吉野五丁目。

## 地理
大阪市福島区の中央部に位置する。北は鷺洲、東は玉川・野田、西は大開、南は此花区西九条にそれぞれ接する。

## 歴史
元は西成郡野田村の小字名で、1897年（明治30年）に大阪市北区西成野田字吉野、1900年（明治33年）に北区西野田吉野東之町・西野田吉野西之町、1922年（大正11年）に北区西野田吉野町、1925年（大正14年）に此花区吉野町、1943年（昭和18年）に福島区吉野町となり、1975年（昭和50年）に現行町名となった。

## 世帯数と人口
2019年（平成31年）3月31日現在の世帯数と人口は以下の通りである。
| 丁目       | 世帯数    | 人口     |
| ---------- | --------- | -------- |
| 吉野一丁目 | 1,219世帯 | 2,114人  |
| 吉野二丁目 | 872世帯   | 1,291人  |
| 吉野三丁目 | 1,343世帯 | 2,222人  |
| 吉野四丁目 | 1,853世帯 | 3,221人  |
| 吉野五丁目 | 1,059世帯 | 1,942人  |
| 計         | 6,346世帯 | 10,790人 |

### 人口の変遷
国勢調査による人口の推移。
| 1995年（平成7年）  | 8,457人 | [ 6 ]  |  |
| 2000年（平成12年） | 8,748人 | [ 7 ]  |  |
| 2005年（平成17年） | 9,931人 | [ 8 ]  |  |
| 2010年（平成22年） | 9,671人 | [ 9 ]  |  |
| 2015年（平成27年） | 9,919人 | [ 10 ] |  |

### 世帯数の変遷
国勢調査による世帯数の推移。
| 1995年（平成7年）  | 3,697世帯 | [ 6 ]  |  |
| 2000年（平成12年） | 4,100世帯 | [ 7 ]  |  |
| 2005年（平成17年） | 4,981世帯 | [ 8 ]  |  |
| 2010年（平成22年） | 4,943世帯 | [ 9 ]  |  |
| 2015年（平成27年） | 5,348世帯 | [ 10 ] |  |

## 事業所
2016年（平成28年）現在の経済センサス調査による事業所数と従業員数は以下の通りである。
| 丁目       | 事業所数  | 従業員数 |
| ---------- | --------- | -------- |
| 吉野一丁目 | 145事業所 | 1,323人  |
| 吉野二丁目 | 209事業所 | 1,149人  |
| 吉野三丁目 | 160事業所 | 1,078人  |
| 吉野四丁目 | 154事業所 | 1,456人  |
| 吉野五丁目 | 69事業所  | 804人    |
| 計         | 737事業所 | 5,810人  |

## 施設

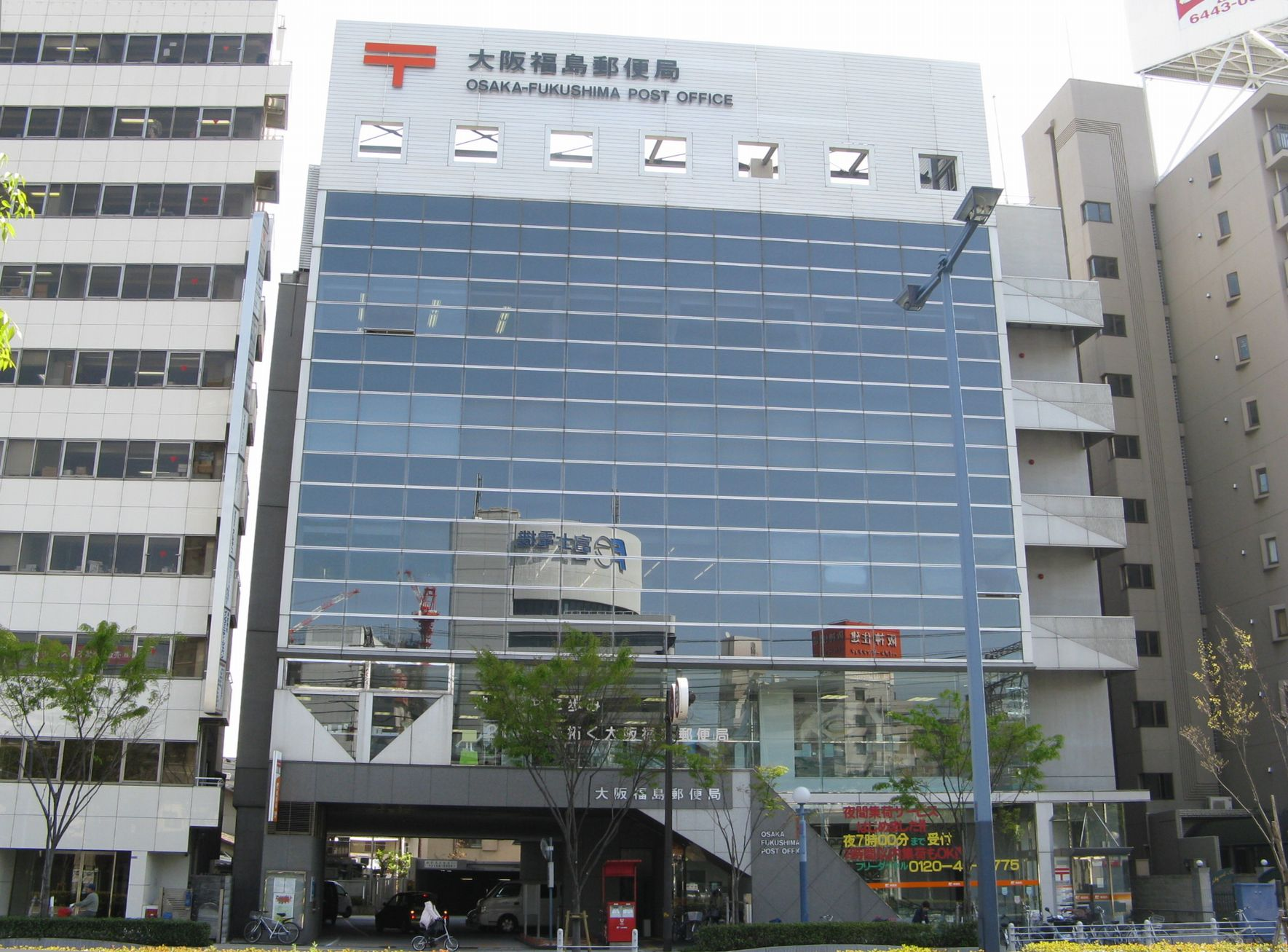
大阪福島郵便局

### 公共施設
- 福島警察署
- 大阪福島郵便局
- 大阪市立福島図書館

### 教育機関
- 英風女子高等専修学校
- 大阪市立野田中学校

### 医療機関
- フジタ病院

### 公園
- 江成公園
- 新家公園
- 吉野町運動場

### 社寺・史跡
- 因順寺
- 大仙寺
- 覚円寺
- 旧福島区役所跡

### 企業
- 清水一芳園
- 吉野ゴム工業

### かつて存在した施設
- 大阪産業大学附属歯科衛生士学院専門学校
- 大阪ファッションデザイン専門学校

## 交通

### 鉄道
- JR大阪環状線 野田駅
- 阪神電気鉄道本線 野田駅

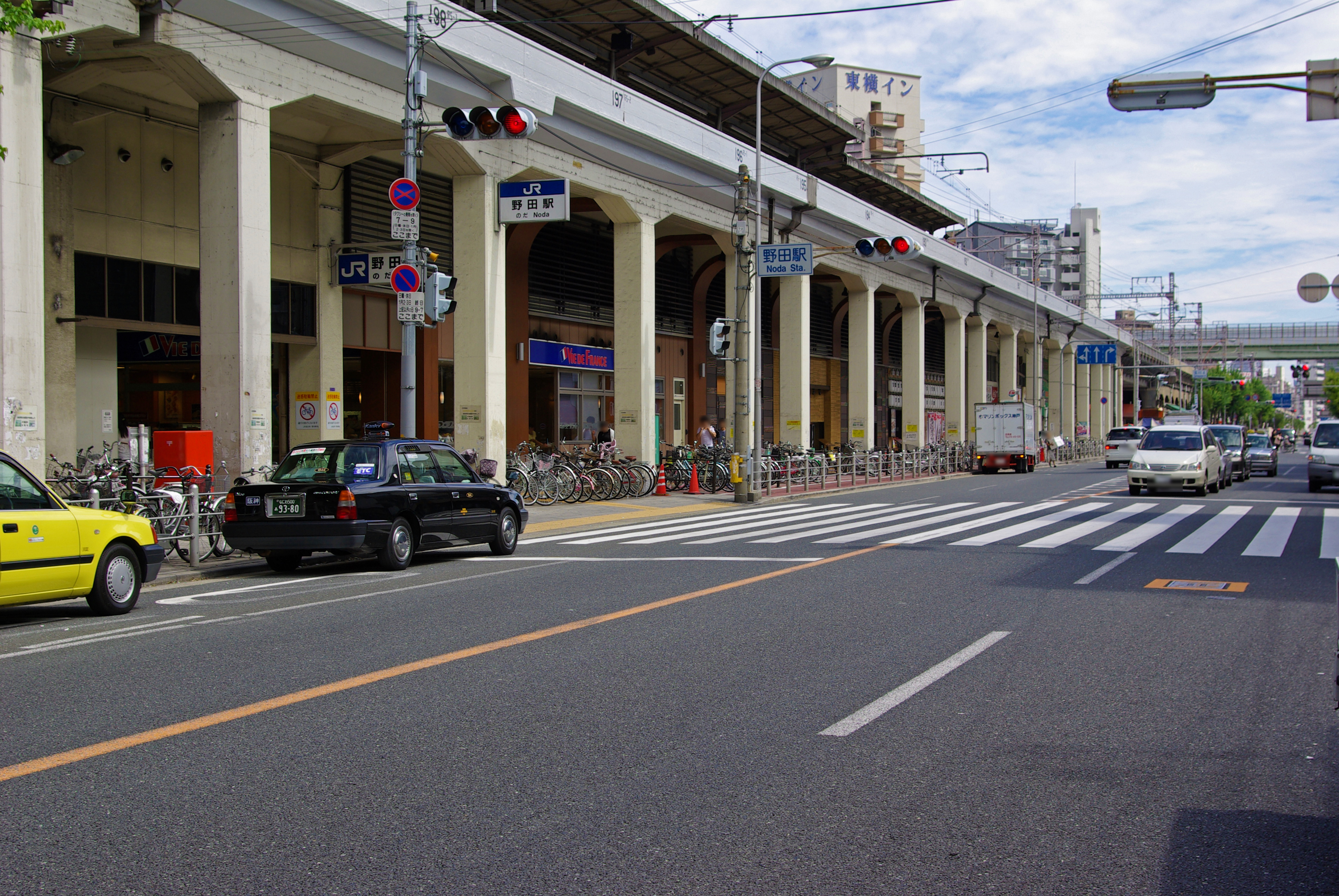
野田駅

- Osaka Metro千日前線 玉川駅および野田阪神駅

## その他

### 日本郵便
- 〒553-0006[3]（集配局：大阪北郵便局[12]）